# Tintomara
«Tintomara» (швед. Tintomara) — драма Ханса Абрамсона 1970 года. Основан на романе «Драгоценность королевы» Карла Юнас Луве Альмквиста.

## Сюжет
В марте 1792 года Шведский король Густав III был убит. Пять молодых людей замешаны в убийстве, в том числе 17-летний интерсекс-человек Тинтомара.

## В ролях
- Эва Дальбек — баронесса
- Бритт Экланд — Адольфина
- Моника Экман — Аманда
- Пиа Грённинг — Тинтомара
- Торбен Хундаль — Анкарстрём
- Ёрген Кииль — дядя
- Харди Рафн — священник
- Бруно Винцелль — Фердинанд
- Билл Ёрстрём — Клас Хенрик